# Jacques Fame Ndongo
Pour les articles homonymes, voir Ndongo.
Jacques Fame Ndongo, né le 15 novembre 1950 à Nkolandom dans la région du Sud du Cameroun, est un homme politique camerounais. Il est actuellement ministre d'État, ministre de l'Enseignement supérieur et chancelier des ordres académiques. Il est l'auteur de plusieurs ouvrages.

## Biographie

### Études
Après avoir obtenu un baccalauréat (section littéraire) en 1969 au Collège F.X Vogt,il continue ses études à l’École supérieure de journalisme de Lille en juin 1972. Il acquiert en 1973 une licence en lettres et un DES[à définir] en littérature négro-africaine à l'université de Yaoundé I. En 1978, il soutient une thèse de Doctorat de troisième cycle. Il devient docteur ès lettres en sémiologie de l'université de Lille, en 1984. Depuis 1992, il est professeur de Lettres et sémiologie.

### Profession
Il commence sa carrière en 1972 dans la presse écrite comme chef de la rubrique nationale à l'Agence camerounaise de presse. Il devient, de 1974 à 1978, coordonnateur de la rédaction française au Cameroon Tribune. Il commence sa carrière universitaire en 1978 en tant qu'assistant de cours à l'université de Yaoundé jusqu'en 1980, puis devient chargé de cours durant les huit années suivantes. De 1981 à 1993, il occupe le poste d'adjoint de directeur de l'École Supérieure des Sciences et Techniques de l'Information et de la Communication.
Il devient Maître de conférences en 1988, puis professeur titulaire des universités camerounaises en 1992. En 1998, il est nommé recteur de l'université de Yaoundé I, fonction qu'il occupe du 30 octobre 1998 à mars 2000.

### Politique
Son parcours est également politique. Du 31 juillet 1984 au 30 octobre 1998, il est chargé de mission au cabinet civil de la présidence de la république du Cameroun. Puis, il revient dans le gouvernement comme ministre de la Communication du 18 mars 2000 au 8 décembre 2004. Il devient par la suite ministre de l'Enseignement supérieur dès décembre 2004. Il est confirmé à ce poste lors du remaniement ministériel du 2 octobre 2015.
Il est également secrétaire à la communication du comité central du RDPC (le parti politique au pouvoir). En 2011, il est promu membre du bureau politique du RDPC. Ce qui lui permet d'assister le président Paul Biya dans la direction des affaires du parti.
Lors du remaniement ministériel du 4 janvier 2019, il est élevé au rang de ministre d'État, ministre de l'Enseignement supérieur.

### Chefferie traditionnelle
Arbre généalogique simplifié de la famille Ndongo Ossoubita
📌 1. Ndongo Obam (Chef de Nkolandom, 1865 - 1870)
└── 2. Ossoubita (Obam) Ndongo (Chef de Nkolandom, 1870 - 1902)
└── 3. Eugen Ndongo Ossoubita (Chef de 3e degré de Nkolandom, 1902 - 1920)
├── 4. Akuteyo Sa’ase Ossoubita (Chef traditionnel de Nkolandom, 1920 - 1927)
├── 4. Jacques Fame Ndongo (Chef de 3e degré de Nkolandom, 1927 - 1949)
│ └── 5. Pierre Ela Ndongo (Chef de 3e degré de Nkolandom, 1949 - 1965)
│ ├── 6. Alexis Ndongo Fame (Fonctionnaire, affecté loin du village)
│ ├── 6. Clément Azombo Ntyam (Chef de 3e degré de Nkolandom, 1965 - 1985)
│ └── 6. Denis Zo’o Azombo (Chef de 3e degré de Nkolandom, 1985 - 1999)
└── 7. Jacques Fame Ndongo est chef de 3e degré de Nkolandom (depuis 1999)

### Écrivain
En tant qu'essayiste, romancier, poète et dramaturge, il est membre de l'association des écrivains africains de langue française (Adelf).

## Distinctions
- 1977⁣ : Chevalier de l’ordre du mérite
- 1996⁣ :  Chevalier de l'ordre de la Valeur
- 2009⁣ : Officier de l’ordre de la valeur
- 2015 : Lauréat du Grand prix de la Recherche à l'édition 2015 des Grands prix des associations littéraires.
- 2019 : Commandeur de l’ordre de la valeur
- 2019⁣ : Commandeur de l'Ordre international des palmes académiques du CAMES[6].

## Ouvrages
- Paul Biya ou l’incarnation de la rigueur, (avec  Florent Etoga Eily and others), Yaoundé, Sopecam, 1983.
- Le Renouveau camerounais : certitudes et défis, Yaoundé, Editions ESSTI, 1983
- L’esthétique romanesque de Mongo Beti, Présence Africaine, Paris, 1985.
- Le Prince et le Scribe, Berger Levrault, Paris, 1988
- Un regard africain sur la communication. À la découverte de la géométrie circulaire, Yaoundé, Sopecam, 1996.
- Espace de lumière, Yaoundé, Presses universitaires de Yaoundé, 2000
- Le temps des titans, Yaoundé, Presses universitaires de Yaoundé, 2002
- Médias et enjeux des pouvoirs : essai sur le vouloir-faire, le savoir-faire et le pouvoir faire, Presses universitaires de Yaoundé, 2006.
- Ils ont mangé mon fils, Yaoundé, Presses Universitaires de Yaoundé, 2007[7]
- L’Af-ric, Yaoundé, Sopecam, 2008.
- Essai sur la sémiotique d'une civilisation en mutation (Grand prix des associations littéraires 2015, catégorie « Recherche »)
- Le phénomène Paul Biya. Essai de sémiotique arithmétique, Edit Afric, 2019, lire en ligne